# Aralia racemosa
Aralia racemosa, auch Amerikanische Narde, Traubige Aralie oder meist Amerikanische Aralie genannt, ist eine Pflanzenart aus der Gattung Aralia innerhalb der Familie der Araliengewächse (Araliaceae). Sie ist im östlichen Nordamerika weitverbreitet. Sie wird als Heilpflanze verwendet.

## Beschreibung

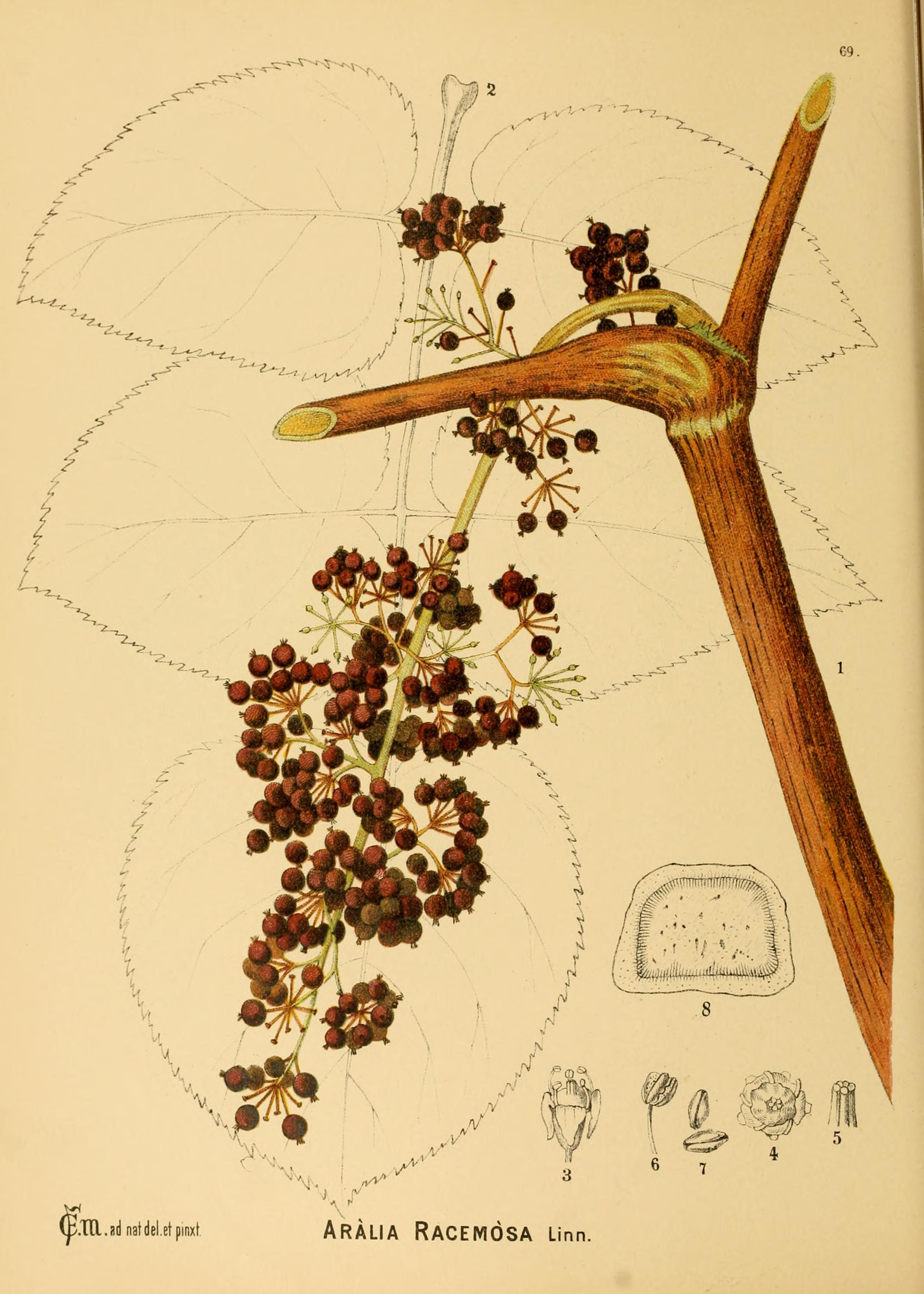
Illustration aus American medicinal plants; - an illustrated and descriptive guide to the American plants used as homopathic remedies - their history, preparation, chemistry, and physiological effects, 1887

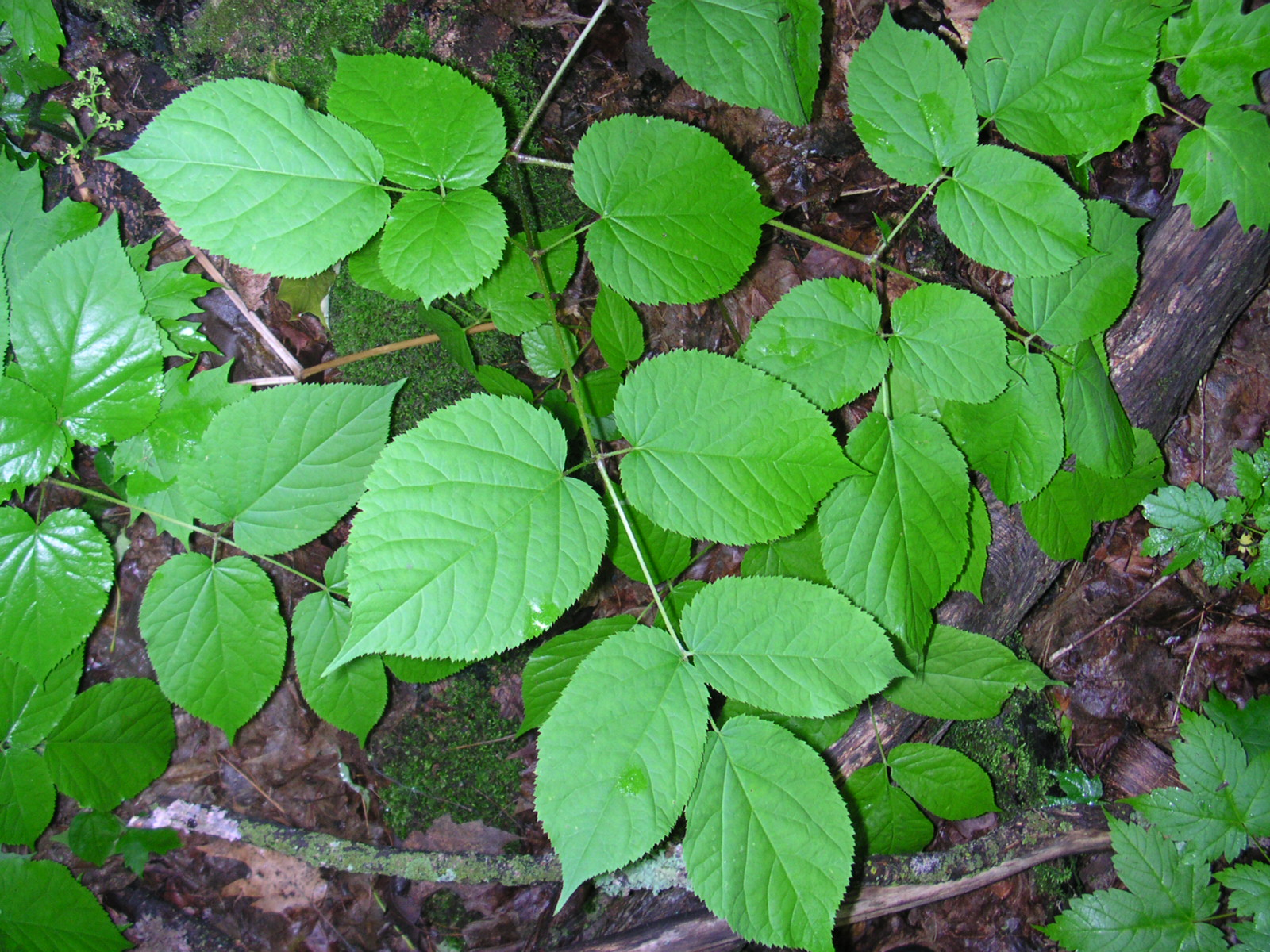
Laubblätter

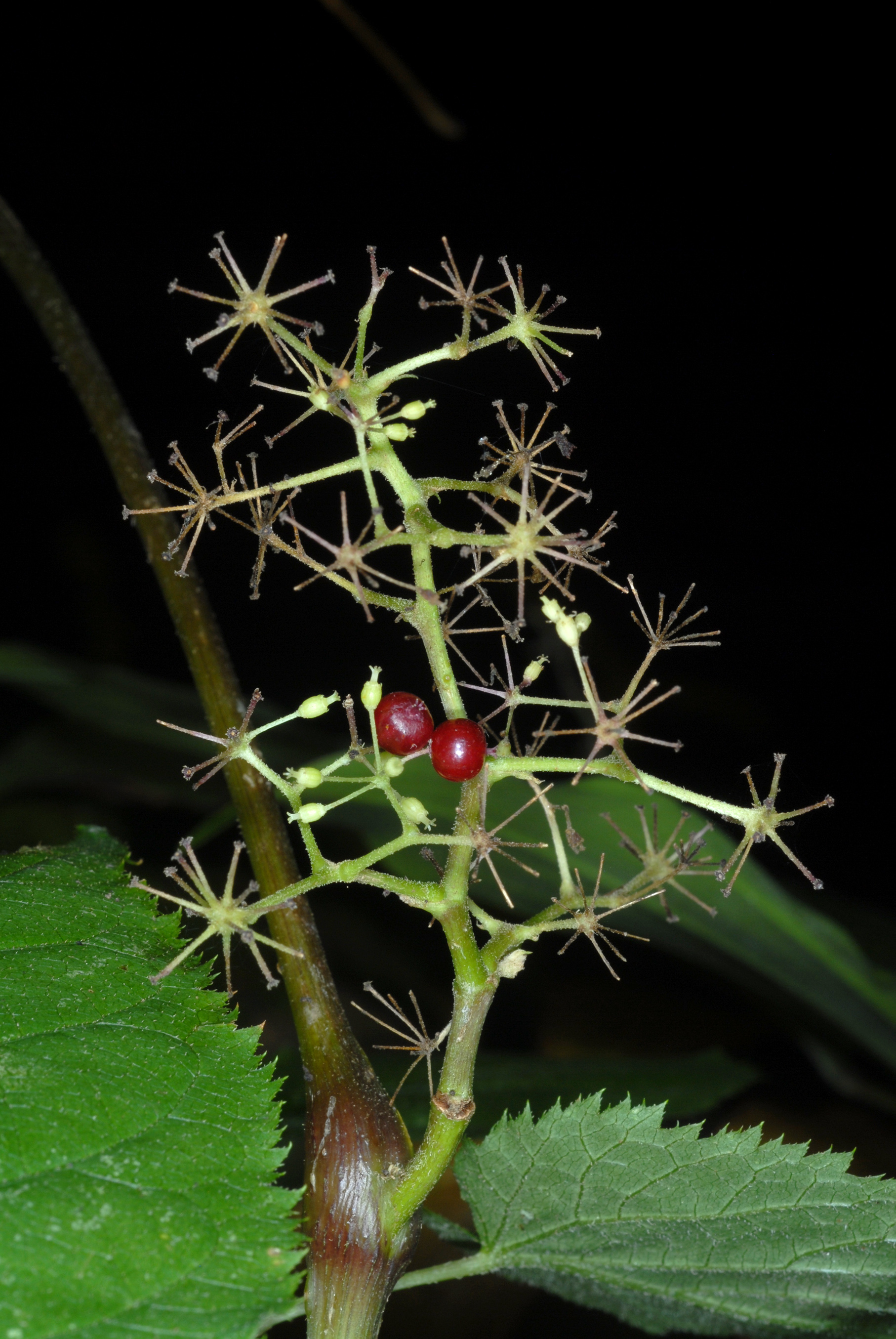
Blütenstand

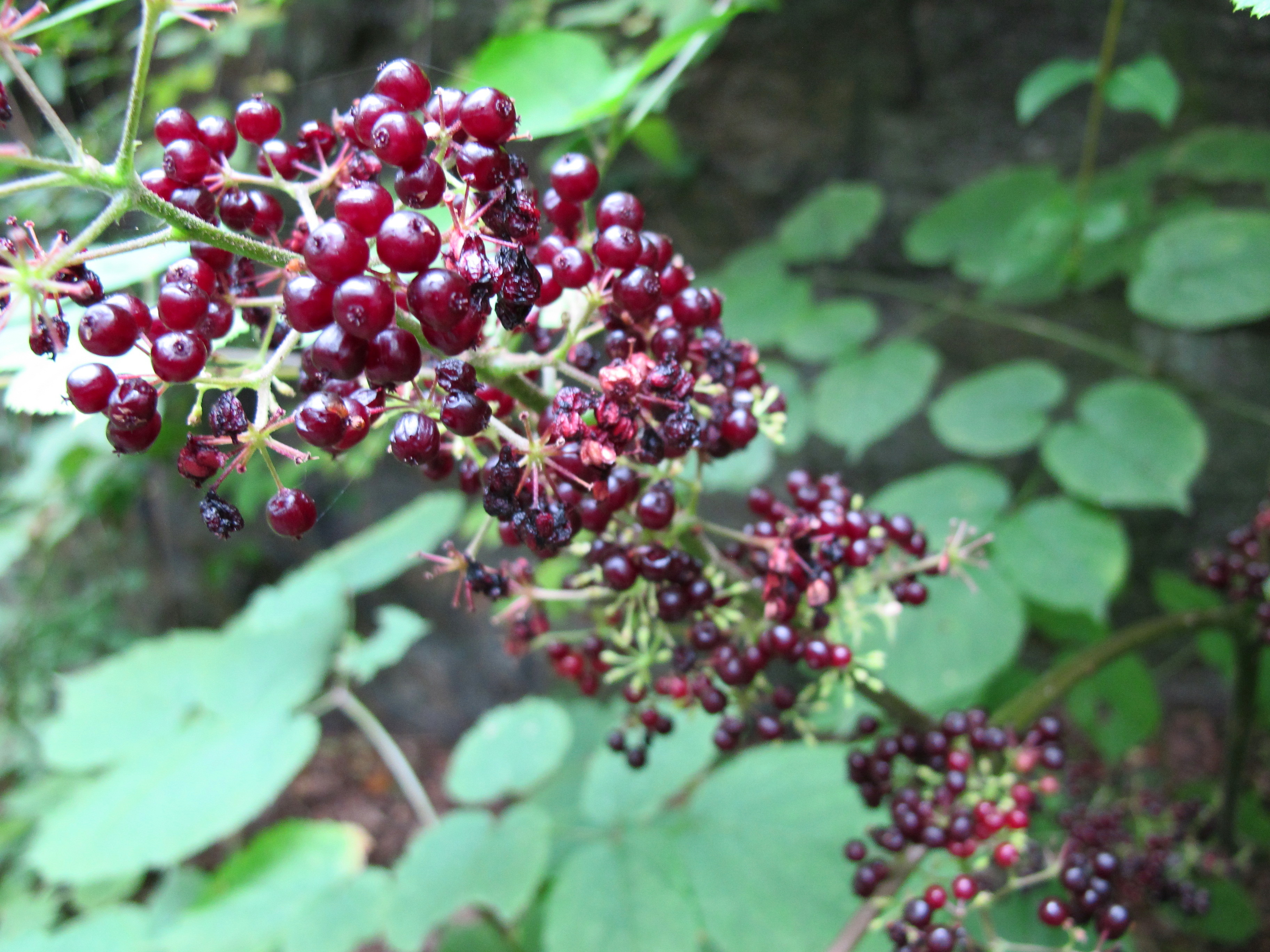
Fruchtstand mit Früchten in unterschiedlichen Reifestadien

### Vegetative Merkmale
Die Amerikanische Aralie wächst als sommergrüne, ausdauernde krautige Pflanze und erreicht Wuchshöhen von 1 bis 2, selten bis zu 3 Metern. Als Überdauerungsorgane werden Rhizome mit aromatischen Wurzeln gebildet. Die selbstständig aufrechten, kräftigen, kahlen, kastanienbraunen bis fast schwarzen Stängel sind verzweigt und beblättert.
Die wechselständig angeordneten, relativ großen Laubblätter sind zweifach gefiedert und bis zu 0,8 Meter lang, mit 9 bis 21 Blättchen. Der Blattstiel ist bis 30 Zentimeter lang. Die gestielten, dünnen, unterseits leicht behaarten, oberseits fast kahlen Blättchen sind bei einer Länge von 6 bis 18 Zentimetern eiförmig mit herzförmiger Basis und zugespitztem oberen Ende. Der Blattrand ist doppelt gesägt. Es sind kleine Nebenblätter vorhanden.

### Generative Merkmale
Die Blütezeit reicht vom Anfang bis Mitte des Sommers von Juni bis August. Die meist end-, manchmal zusätzlich seitenständigen, mit einer Länge von 20 bis 40 Zentimetern relativ großen, zusammengesetzten, leicht behaarten rispigen Gesamtblütenstände bestehen aus vielen kleinen doldigen Teilblütenständen und enthalten viele Blüten.
Die relativ kleinen, zwittrigen oder funktionell männlichen Blüten sind bei einem Durchmesser von bis zu 3 Millimetern radiärsymmetrisch und fünfzählig mit doppelter Blütenhülle. Es ist ein Blütenbecher vorhanden. Die weißen Blüten besitzen jeweils eine gelbe oder grüne Tönung. Es ist nur ein Kreis mit fünf kurzen Staubblättern vorhanden. Der Fruchtknoten ist unterständig mit kurzen Griffeln und es ist ein Diskus vorhanden.
Die Fruchtstände hängen über. Die erst rötlichen, bei Reife im Herbst auffälligen, rot-braunen Steinfrüchte sind bei einem Durchmesser von etwa 4–5 Millimetern mehr oder weniger kugelig.

### Chromosomenzahl
Die Chromosomenzahl beträgt 2n = 24.

### Ökologie
Die Beeren locken Vögel an.

## Vorkommen
Aralia racemosa ist in den östlichen Teilen Nordamerikas vom östlichen Kanada bis zu den östlichen sowie nördlich-zentralen USA weitverbreitet. Es gibt Fundortangaben für die kanadischen Provinzen New Brunswick, Nova Scotia, Ontario, Prince Edward Island sowie Quebec und für die US-Bundesstaaten Illinois, Kansas, Minnesota, Missouri, Nebraska, South Dakota, Wisconsin, Connecticut, Indiana, Maine, Massachusetts, Michigan, New Hampshire, New Jersey, New York, Ohio, Pennsylvania, Rhode Island, Vermont, West Virginia, Alabama, Arkansas, Delaware, Georgia, Kentucky, Maryland, Mississippi, North Carolina, South Carolina, Tennessee sowie Virginia.
Aralia racemosa gedeiht in feuchten Wäldern.

## Systematik
Die Erstveröffentlichung von Aralia racemosa erfolgte 1753 durch Carl von Linné. Aralia racemosa L. ist Lectotypusart der Gattung Aralia L. Das Artepitheton racemosa bedeutet traubig.
Aralia racemosa gehört zur Sektion Aralia in der Gattung Aralia.

## Nutzung

### Verwendung als Zierpflanze
Die Amerikanische Aralie wird als Zierpflanze verwendet. Sie gedeiht an sonnigen bis halbschattigen Standorten. Die Früchte werden von Vögeln gefressen.

### Verwendung als Nutzpflanze
Manche Autoren meinen, dass die Früchte für Menschen nicht essbar seien. Bei anderen Autoren findet man, dass die Früchte roh oder gegart gegessen werden und sogar gut schmecken und gesund sein sollen. Man kann aus den Früchten ein Gelee zubereiten.
Junge oberirdische, vegetative Pflanzenteile werden gegart als Küchenkraut verwendet. Die unterirdischen, großen und würzigen Pflanzenteile werden gegart in Suppen verwendet. Aufgrund des aromatischen, likörartige Geschmackes werden die unterirdischen Pflanzenteile als Substitut für Stechwinden (Smilax spec.) verwendet und es wird daraus auch „Root Beer“ hergestellt.

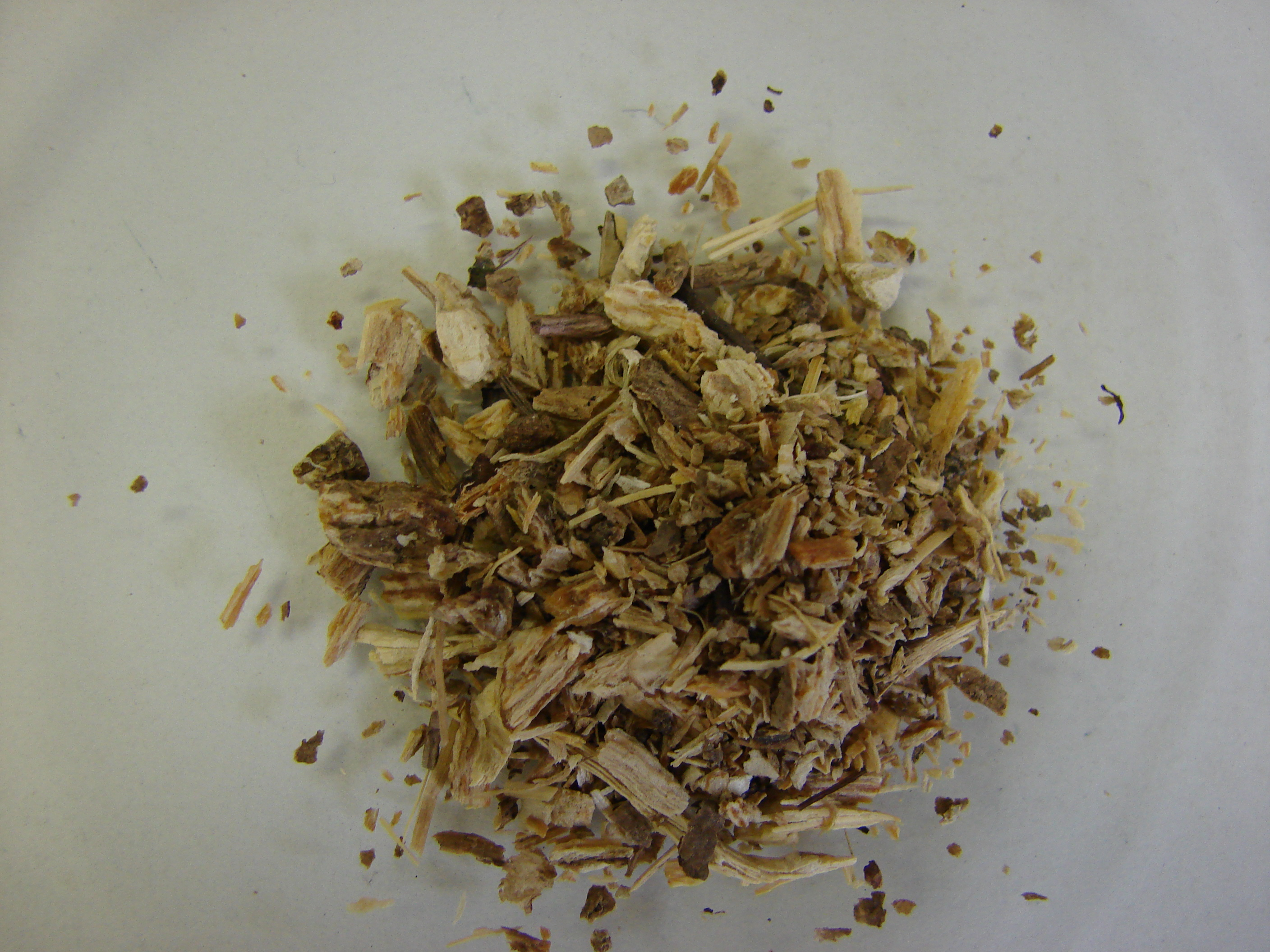
Wurzeldroge Radix Araliae racemosae

### Medizinische Verwendung
Aralia racemosa wurde bei allergisch bedingten Erkrankungen der Atmungsorgane wie Asthma, Krampf- und Kitzelhusten, bei Leukorrhoe, seltener bei Uterusprolaps, Anämie, Rheuma und als Wundmittel gebraucht. Die Durchschnittsdosis ist 2 g der Wurzeldroge. Sie enthält ätherische Öle und Araliasaponin. Aralia racemosa wurde in der Volksmedizin der nordamerikanischen indigenen Völker verwendet.
Die Homöopathie kennt Aralia racemosa bei spasmodischem Husten mit zähem, fadenziehendem Schleim und keuchender Einatmung, der oft nach kurzem Schlaf beginnt und zum Aufsetzen zwingt. Typisch ist laut Vithoulkas, dass erst scharfer, beißender Schnupfen auftrat, über Jahre immer tiefere Bronchialbeschwerden, aber in den Zwischenzeiten vollständige Erholung, nur ein raues Gefühl in der Brust zurücklassend.

## Anderssprachige Trivialnamen
Englischsprachige Trivialnamen sind American spikenard, small spikenard, Indian root, spice berry, spignet, life-of-man oder petty morel.